# 卢瓦尔河畔科托
卢瓦尔河畔科托（法語：Coteaux-sur-Loire，法語發音：[kɔto syʁ lwaʁ] ⓘ）是法国安德尔-卢瓦尔省的一个市镇，位于该省西部，属于希农区。该市镇于2017年1月1日由原市镇圣帕特里斯、图赖讷地区安格朗德与卢瓦尔河畔圣米歇尔合并而成。

## 地理
卢瓦尔河畔科托（47°17'14"N, 0°18'27"E）面积44.15 平方千米，位于法国中央-卢瓦尔河谷大区安德尔-卢瓦尔省，卢瓦尔河右岸。
与卢瓦尔河畔科托接壤的市镇（或旧市镇、城区）包括：朗热、布雷埃蒙、里尼-于塞、雷斯蒂涅、孔坦瓦尔、卢瓦尔河畔拉沙佩勒。
卢瓦尔河畔科托的时区为UTC+01:00、UTC+02:00（夏令时）。

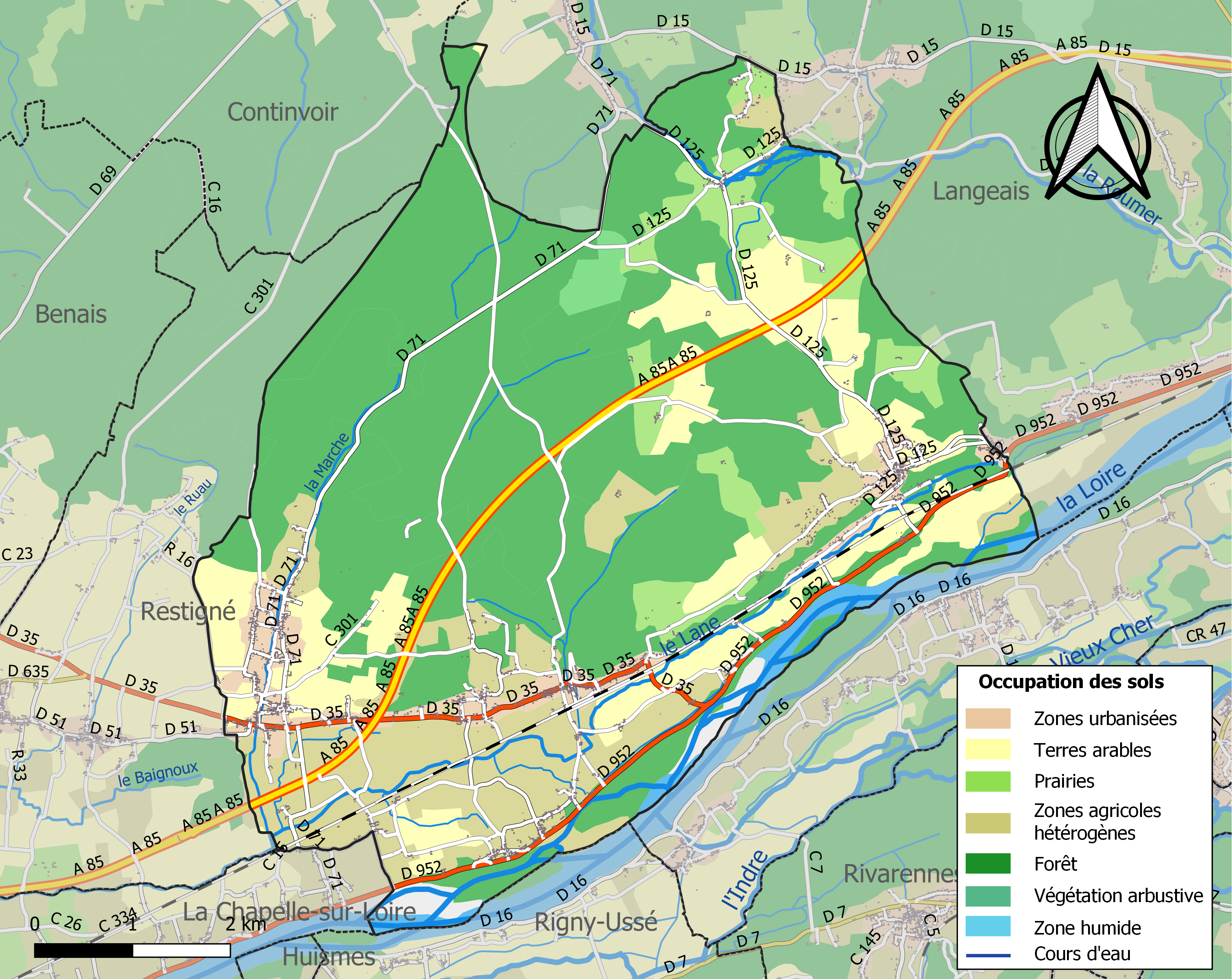
卢瓦尔河畔科托的OSM定位图

## 行政
卢瓦尔河畔科托的邮政编码为37130，INSEE市镇编码为37232。

## 政治
卢瓦尔河畔科托所属的省级选区为朗热县。

## 交通
圣帕特里斯站停靠昂热—图尔一线的TER列车。

## 人口
卢瓦尔河畔科托于2022年1月1日时的人口数量为1872人。